# Scheidingsschakelaar

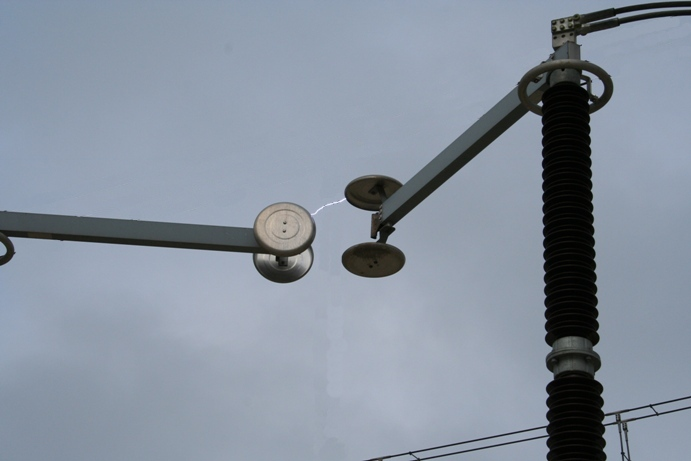
Een 400 kV scheidingsschakelaar trekt bij het openen onder nullast een elektrische boog

Een scheidingsschakelaar of scheider is een veiligheid voor de technicus die werkzaamheden moet verrichten aan een elektrische installatie.

## Schakelvermogen
Een scheidingsschakelaar is wat betreft schakelvermogen zeer zwak; hij mag zelfs de nominale stroom niet verbreken en mag dus enkel onder nullast openen. Volgens NEN 1010 is een scheider geen schakelaar. Wordt de scheidingsschakelaar wel geopend onder belasting (bijvoorbeeld doordat een defecte olieschakelaar het circuit niet eerst heeft onderbroken) dan kan een spectaculaire vlamboog optreden.

## Voorbeelden

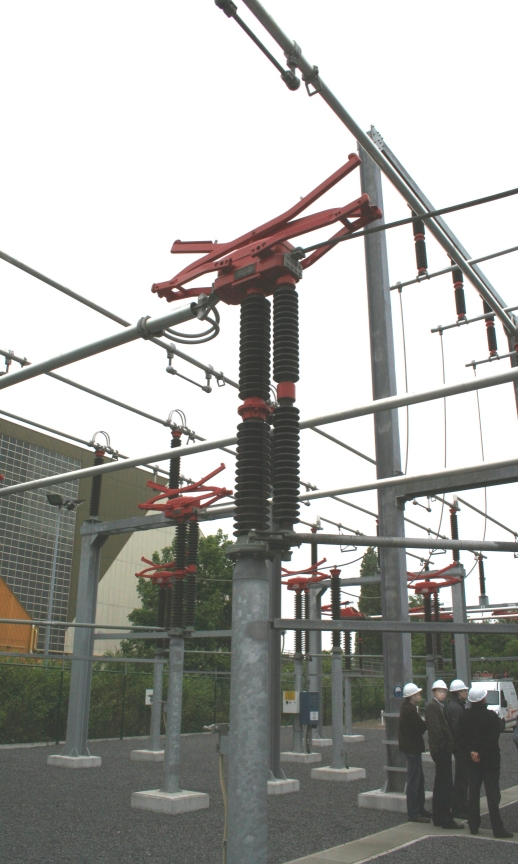
Een pantograaf type scheidingsschakelaar op 150 kV

- Een bekend voorbeeld is de pantograaf van een elektrische trein. De machinist mag de betreffende pantograaf alleen laten zakken als die afgeschakeld is.
- Een stopcontact wordt vaak als scheidingsschakelaar gebruikt.

## Veiligheid
- De scheidingsschakelaar maakt een zichtbare scheiding met het net, zodat de technicus tijdens zijn werkzaamheden kan zien dat de schakelaar inderdaad is uitgeschakeld, wat een geruststellend gevoel geeft. Uiteraard moet uit veiligheidsoverwegingen eerst gemeten worden of er werkelijk geen spanning meer aanwezig is. Op hoogspanningsniveau moet bovendien de installatie waaraan gewerkt wordt geaard worden. Hierdoor is per ongeluk weer inschakelen van de installatie onmogelijk.
- De scheidingsschakelaar kan in open stand vergrendeld worden met een aantal sloten. Elke technicus die werkt aan de installatie heeft een eigen slot, dat hij pas zal openen als hij klaar is met zijn werkzaamheden.
- Bij een trein is de sleutel van de locomotief nodig om wagens af- en aan te koppelen en de toegangsdeur tot de motorruimte te openen, zodat arbeiders de zekerheid hebben dat de pantograaf niet tegen de draad ligt.